# Флаг Волжского района (Марий Эл)
Флаг  Волжского муниципального района Республики Марий Эл Российской Федерации является официальным опознавательно-правовым знаком и служит, наряду с основным муниципальным символом — гербом, его официальным символом на основании Устава Волжского муниципального района.
Флаг утверждён 27 июля 2006 года и внесён в Государственный геральдический регистр Российской Федерации с присвоением регистрационного номера 6866.

## Описание
«Флаг муниципального образования „Волжский муниципальный район“ представляет собой прямоугольное синее полотнище с отношением ширины к длине 2:3, с белым ветвеелеобразным краем вдоль древка, с белым дятлом с воздетыми крыльями, красным клювом и теменем, сопровождаемым под крылом одиннадцатью белыми крестиками, скошенными слева».
На официальном сайте Администрации муниципального образования «Волжский муниципальный район» приводится описание флага с «…восемью белыми крестиками».

## Обоснование символики
Синий цвет — символ чести, преданности, верности, искренности, истины, красоты и возвышенных устремлений, безупречной репутации.
Белый цвет (серебро) — символ простоты, ясности, совершенства и чистоты. Выражает мудрость, мир, благородство и открытость. Символ жизни, божественного мира и святости. У народа мари — белый цвет наиболее почитаем, символизирует белый свет, пространство мироздания.
На флаге сочетание белого и синего цвета связано с наименованием района — «Волжский муниципальный район» и указывает на его приволжское расположение. А также на геральдическую связь с флагом города Волжск. Орнамент, выполненный как ветвеелеобразный боковик, символизирует богатство района хвойными лесами и выражает особенно бережное отношение народа к своей природе.
Лесная птица — дятел с воздетыми крыльями (центральная фигура флага) — широко распространённая птица на территории района. На флаге она символизирует трудолюбие, упорство в достижении цели, несёт значение «Лесного доктора», что является важным в деле воспитания, уважения и бережного, рационального отношения к природе.
Дятел, как основная фигура флага, выражает яркую отличительную особенность муниципального образования «Волжский район», так как он нечасто встречается в геральдике. Под крылом дятла расположены восемь клинчатых крестиков, распространённых в орнаменте марийских вышивок. В композиции флага белые клинчатые крестики обозначают наличие восьми муниципальных образований (городского и сельских поселений), расположенных на территории муниципального образования «Волжский муниципальный район».